# Будянский фаянсовый завод
Будянский фаянсовый завод — предприятие в пгт. Буды, выпускавшее фаянсовые изделия для домашнего хозяйства и декоративные керамические изделия. 

## История
В 1867 году промышленник М. С. Кузнецов взял в аренду фаянсовую фабрику купца И. Никитина в селе Байрак Харьковской губернии, но её расположение оказалось неудачным - издержки на гужевой транспорт "съедали" доходы.

### 1886 - 1917
В 1886 году Кузнецов перенёс фаянсовую фабрику из села Байрак в село Буды, где в это время проживали 1000 человек и через которое в 1870 году была проложена железнодорожная ветка Мерефа — Люботин. Первыми производственными цехами стали купленные Кузнецовым помещения бывшей винокурни помещика Т. Г. Котляра.
В 1887 году начала работу «Ново-Харьковская фабрика М. С. Кузнецова в селе Буды», которая стала основным предприятием села - на нем работал каждый четвёртый житель. На средства хозяина завода в Будах были открыты больница, баня, школа для рабочих и их детей, ремесленное училище, бараки и общежития, была подведена телефонная линия.
В 1897 году в Будах была открыта фабричная библиотека, в начале XX века - Свято-Николаевский храм.
Фабрика стала четвёртым предприятием, вошедшим в созданное в 1889 году «Товарищество производства фарфоровых и фаянсовых изделий М. С. Кузнецова» (к началу XX века в "Товарищество" входили уже 8 крупнейших заводов России).
В первые годы работы завод вырабатывал полуфаянс. С 1892 года на заводе начали изготавливать изделия из фаянса. В 1894 году было освоено производство изделий из фарфора. На 1895 год, изготовлялось более 1000 образцов всевозможных предметов на сумму до 500000 руб. в год. Фабрика имела 9 горнов, из них 3 для обжига фарфора и 6 для обжига фаянса. Рабочих было 2141 человек. В конце XIX века объём производства достиг 6,5 млн фаянсовых изделий в год.
В 1902 году М. С. Кузнецов получил звание "Поставщик Двора Его Императорского Величества".
В 1913 году завод выпустил около 11 млн. фаянсовых изделий.
Во время революции 1905 года на Будянском заводе происходили забастовки. 11 октября 1905 года 2,5 тыс. рабочих забастовали, требуя повышения заработной платы.

### 1918 - 1991
После Октябрьской революции 1917 года завод был национализирован. Во время гражданской войны многие рабочие завода сражались в составе Люботинского красногвардейского отряда. Принимали участие в боях против австро-германских оккупантов под Змиевом и Лисичанском, участвовали в разгроме деникинцев и врангелевцев.
В 1922 году завод вошёл в состав Всеукраинского треста «Укрфарфорфаянсстекло».
В середине 1920-х годов фаянсовый завод (получивший название «Серп и молот») являлся крупнейшим предприятием села Буды. В 1926 году общая численность рабочих завода составляла 2300 человек, совокупная мощность машин - 900 л.с., за 1926 год завод произвёл 5900 тонн хозяйственной посуды.
После возобновления торговых отношений с Турцией (прерванных после начала Первой мировой войны), торгпредство СССР заключило договор на изготовление фарфоровой посуды для Турции и Египта, который выполняли Барановский, Будянский и Коростенский фарфоровые заводы.
В ходе индустриализации 1930х годов на заводе было установлено новое оборудование, повысившее уровень механизации производственных процессов (в формовочных цехах были установлены пласторезка Грамма и спаренные станки для формовки тарелок). Поскольку количество промышленных предприятий в Харьковской области увеличилось, осенью 1934 года завод (ранее относившийся к категории предприятий республиканского подчинения) был передан в ведение наркомата местной промышленности. В 1940 году завод выпустил 44 млн. фаянсовых изделий.
В ходе боевых действий Великой Отечественной войны и в период немецкой оккупации завод был разрушен, но после окончания войны в соответствии с четвёртым пятилетним планом восстановления и развития народного хозяйства СССР - восстановлен и вновь введён в эксплуатацию. В 1950 году завод выпустил 36,9 млн. фаянсовых изделий. К 1953 году завод был восстановлен полностью.
В дальнейшем, завод был реконструирован, расширен и оснащен новым оборудованием. В 1954 - 1956 гг. на предприятии были построены и введены в эксплуатацию три туннельные печи, позднее переведённые на природный газ (в 1960е годы в этих печах был освоен бескапсельный обжиг фаянсовых изделий). После завершения реконструкции завод вошел в число крупнейших предприятий фарфоро-фаянсовой промышленности СССР, в середине 1970х годов завод производил 78,2 млн. фаянсовых изделий в год. В 1976 году завод произвёл 78,6 млн. фаянсовых изделий. Лучшие образцы продукции завода экспонировались и продавались на всесоюзных и международных выставках и ярмарках.
22 апреля 1980 был создан музей истории завода.
В 1970е - 1980е годы завод выпускал наибольшее количество продукции за весь период существования - до 80 млн. фаянсовых изделий ежегодно.
В июне 1988 года Совет министров УССР утвердил план технического перевооружения предприятий лёгкой промышленности УССР, в соответствии с которым в 1993 - 1995 гг. предусматривалось расширение Будянского фаянсового завода с увеличением производственных мощностей. Общий объём капитальных вложений должен был составить 10 млн. рублей, но эта программа не была реализована.

### После 1991
После провозглашения независимости Украины завод стал одним из крупнейших производителей фаянса на территории Украины, в 1993 году государственное предприятие было преобразовано в закрытое акционерное общество.
В 2000 году завод прошёл через процедуру банкротства, а в ноябре 2000 года Кабинет министров Украины включил коллекцию заводского музея в государственную собственность Украины и она стала составной частью Музейного фонда Украины.
В 2002 году завод произвёл 20,02 млн. изделий, к началу июня 2003 года общая численность рабочих завода составляла 1458 человек. Произведённая продукция экспортировалась в Россию и другие страны - в сентябре 2002 года завод изготовил партию посуды для европейской сети супермаркетов "Карефорт", а в январе 2004 года - партию столовой посуды для Испании. По состоянию на начало 2004 года производственные мощности завода обеспечивали возможность производства около 25 млн. фаянсовых изделий в год, но завод действовал не на полную мощность.
В 2004 году в ходе проверки деятельности предприятия прокуратура Харьковской области выявила нарушения закона в виде несвоевременной уплаты взносов в Пенсионный фонд Украины. В июне 2004 года хозяйственный суд Харьковской области возбудил дело о банкротстве завода, в 2005 году завод прекратил выплату заработной платы рабочим. 26 августа 2006 года предприятие остановило работу, 960 рабочих были уволены, а оборудование законсервировано (хотя продажа ранее выпущенных изделий продолжалась ещё некоторое время).
2 ноября 2006 года хозяйственный суд Харьковской области признал завод банкротом.
В 2008 году коллекция заводского музея (свыше 7 тыс. экспонатов) была вывезена в Харьковский исторический музей, позднее 120 экспонатов передали в Будянский историко-краеведческий музей.
В дальнейшем оборудование завода начали разбирать на металлолом, в 2015 году здания завода начали разбирать для получения кирпича.
2 ноября 2021 года в 11:45 направленным взрывом было уничтожено крупнейшее здание, находившееся на территории завода. В нём располагались массозаготовительный, литейный и формовочный цеха.

## Продукция
Продукция предприятия отличалась высоким качеством и художественным исполнением.
Сначала на заводе только копировали зарубежные образцы — в формах и декоре, использовалась ручная роспись изделий. Впоследствии, на заводе создали собственный стиль — будянский фаянс.
Когда рынок сбыта затронул сельское население и мещан, появилась посуда в народном стиле: миски-трактирки, кружки, кувшины, хозяйственные банки, украшенные цветами и букетами, очень близкими к народным настенным росписям и рисункам на сундуках. Кузнецов, впервые в русском фарфоре, использовал рисунок, нанесённый штампом при помощи трафарета, сочетавшийся с ручной допиской. Очень скоро «Будянский фаянс» стал самым большим и самобытным предприятием по выпуску столового фаянса на украинских землях.
Технологии производства постоянно совершенствовали. В 1910 году французская фирма «Фор» выпустила автоматы для формовки чашек с толстыми стенками, почти сразу же такие автоматы появились в Будах.
В 1980-е годы в Западной Европе стало модным украшать фарфор переводными рисунками способом декалькомании — многоцветной печати, полностью имитирующей ручную роспись. Эта технология была освоена и в Будах.
Незадолго до закрытия на предприятии применялись такие технологии, как глубокая печать, шелкография, ангоб, деколь, живопись.
В разные времена на заводе работали 18 художников — членов Национального Союза художников Украины.

## Клейма
На изделия Будянского фаянсового завода (как и изделия других предприятий) наносились клейма, с указанием наименования предприятия (или его эмблемы), а также зачастую и класс качества.
C начала 1960-х годов эмблемой предприятия был петух (полугласный герб). В период СССР изделия, шедшие на экспорт, несли слегка изменённую эмблему. К «петуху» добавлялась надпись на английской языке «Made in USSR», шедшая полукругом по нижней части рисунка. После провозглашения независимости Украины в 1991 году эта надпись была заменена на «Made in Ukraine».